# Campeonato Europeo de la UEFA Sub-19 2016
El Campeonato de Europa Sub-19 de la UEFA de 2016 fue la XV edición del Campeonato de Europa Sub-19, organizado por la UEFA, máximo organismo del fútbol europeo. Alemania fue elegida como sede para la fase final de la competición, que se llevó a cabo entre el 11 y el 24 de julio de 2016 y que contó con la participación de ocho seleccionados nacionales. Asimismo, sirvió como vía de clasificación a la Copa Mundial de Fútbol Sub-20 de 2017, disputada en Corea del Sur. Para las convocatorias, fueron elegibles solamente jugadores nacidos luego del 1 de enero de 1997.
El campeón de esta edición fue Francia, que derrotó a Italia en la final con una goleada de 4-0. De esta manera, el conjunto galo alcanzó su tercer título en la categoría.

## Organización

### Sedes
Diez estadios ubicados en nueve ciudades fueron designados como sedes del campeonato.
| Aalen                                           | Aspach                    | Heidenheim          | Mannheim                    | Reutlingen                |
| ----------------------------------------------- | ------------------------- | ------------------- | --------------------------- | ------------------------- |
| Estado federado de Baden-Wurtemberg (UTC+02:00) |                           |                     |                             |                           |
| Wald Stadion                                    | Arena Grossaspach         | Albstadion          | Carl-Benz-Stadion           | Stadion an der Kreuzeiche |
| Capacidad: 14 500                               | Capacidad: 10 000         | Capacidad: 15 000   | Capacidad: 27 000           | Capacidad: 15 228         |
| Scholz Arena                                    | Mechatronik Arena         | Voith-Arena         | Carl-Benz-Stadion           | Stadion an der Kreuzeiche |
| Sandhausen                                      | Sinsheim                  | Stuttgart           | Stuttgart                   | Ulm                       |
| Estado federado de Baden-Wurtemberg (UTC+02:00) |                           |                     |                             |                           |
| Hardtwaldstadion                                | Arena Sinsheim            | VfB Arena           | Stadion auf der Waldau      | Donaustadion              |
| Capacidad: 15 300                               | Capacidad: 30 150         | Capacidad: 60 449   | Capacidad: 11 490           | Capacidad: 19 500         |
| Hardtwaldstadion                                | Wirsol Rhein-Neckar-Arena | Mercedes-Benz Arena | Gazi-Stadion auf der Waldau | Donaustadion              |

### Lista de árbitros
Un total de 6 árbitros principales, 8 árbitros asistentes y 2 cuartos árbitros fueron designados para la fase final del torneo.
| Árbitros - Aliyar Aghayev - Alejandro Hernández - Radu Petrescu - Roi Reinshreiber - Bart Vertenten - Anatoliy Zhabchenko Cuartos árbitros - Nikola Dabanović - Alan Mario Sant | Árbitros asistentes - Ridiger Çokaj - Igor Demeshko - Milutin Đukić - Vladimir Gerasimovs - Geir Oskar Isaksen - Douglas Ross - Birkir Sigurðarson - Manuel Vidali |

## Equipos participantes
La fase de clasificación comenzó el 18 de septiembre y finalizó el 18 de noviembre de 2015. La ronda élite se disputó desde el 23 y el 30 de marzo. Siete selecciones clasificaron para la fase final del torneo a través del mencionado proceso clasificatorio, mientras que Alemania clasificó automáticamente por ser el país organizador.
El sorteo de la fase final se realizó el 12 de abril de 2017 en Stuttgart, Alemania.
| Equipos participantes | Equipos participantes | Equipos participantes | Equipos participantes |
| --------------------- | --------------------- | --------------------- | --------------------- |
| Alemania              | Croacia               | Inglaterra            | Países Bajos          |
| Austria               | Francia               | Italia                | Portugal              |

## Fase de grupos
- Los horarios son correspondientes a la hora local de Alemania (UTC+2).

### Grupo A
| Selección | Pts | PJ | PG | PE | PP | GF | GC | Dif |
| --------- | --- | -- | -- | -- | -- | -- | -- | --- |
| Portugal  | 5   | 3  | 1  | 2  | 0  | 6  | 5  | 1   |
| Italia    | 5   | 3  | 1  | 2  | 0  | 3  | 2  | 1   |
| Alemania  | 3   | 3  | 1  | 0  | 2  | 6  | 5  | 1   |
| Austria   | 2   | 3  | 0  | 2  | 1  | 2  | 5  | -3  |

| 11 de julio de 2016 | Alemania | 0:1 (0:0) | Italia             | VfB Arena, Stuttgart                                            |                                                                 |
| 12:00 (UTC+2)       |          | Reporte   | Dimarco 78' (pen.) | Asistencia: 54 689 espectadores Árbitro(s): Alejandro Hernández | Asistencia: 54 689 espectadores Árbitro(s): Alejandro Hernández |

| 11 de julio de 2016 | Portugal        | 1:1 (0:1) | Austria       | Arena Grossaspach, Aspach                                   |                                                             |
| 19:00 (UTC+2)       | Pedro Empis 53' | Reporte   | Jakupović 10' | Asistencia: 2 158 espectadores Árbitro(s): Roi Reinshreiber | Asistencia: 2 158 espectadores Árbitro(s): Roi Reinshreiber |

| 14 de julio de 2016 | Italia        | 1:1 (1:1) | Austria      | Stadion an der Kreuzeiche, Reutlingen                     |                                                           |
| 12:00 (UTC+2)       | Locatelli 24' | Reporte   | Schlager 21' | Asistencia: 5 279 espectadores Árbitro(s): Aliyar Aghayev | Asistencia: 5 279 espectadores Árbitro(s): Aliyar Aghayev |

| 14 de julio de 2016 | Alemania                         | 3:4 (1:1) | Portugal                                             | Arena Grossaspach, Aspach                                 |                                                           |
| 19:30 (UTC+2)       | Ochs 12' 67' (pen.) 90+3' (pen.) | Reporte   | Asumah 37' · G. Rodrigues 48' · Silva 70' · Buta 73' | Asistencia: 7 250 espectadores Árbitro(s): Bart Vertenten | Asistencia: 7 250 espectadores Árbitro(s): Bart Vertenten |

| 17 de julio de 2016 | Austria | 0:3 (0:0) | Alemania                             | Stadion an der Kreuzeiche, Reutlingen                           |                                                                 |
| 19:30 (UTC+2)       |         | Reporte   | Neumann 50' · Teuchert 52' · Gül 87' | Asistencia: 13 328 espectadores Árbitro(s): Anatolii Zhabchenko | Asistencia: 13 328 espectadores Árbitro(s): Anatolii Zhabchenko |

| 17 de julio de 2016 | Italia             | 1:1 (1:0) | Portugal | Stadion auf der Waldau, Stuttgart                        |                                                          |
| 19:30 (UTC+2)       | Dimarco 15' (pen.) | Reporte   | Buta 87' | Asistencia: 5 270 espectadores Árbitro(s): Radu Petrescu | Asistencia: 5 270 espectadores Árbitro(s): Radu Petrescu |

### Grupo B
| Selección    | Pts | PJ | PG | PE | PP | GF | GC | Dif |
| ------------ | --- | -- | -- | -- | -- | -- | -- | --- |
| Inglaterra   | 9   | 3  | 3  | 0  | 0  | 6  | 3  | 3   |
| Francia      | 6   | 3  | 2  | 0  | 1  | 8  | 3  | 5   |
| Países Bajos | 3   | 3  | 1  | 0  | 2  | 5  | 8  | -3  |
| Croacia      | 0   | 3  | 0  | 0  | 3  | 2  | 7  | -5  |

| 12 de julio de 2016 | Croacia     | 1:3 (1:2) | Países Bajos                   | Donaustadion, Ulm                                              |                                                                |
| 12:00 (UTC+2)       | Brekalo 43' | Reporte   | Bergwijn 16' 85' · Lammers 33' | Asistencia: 6 150 espectadores Árbitro(s): Anatolii Zhabchenko | Asistencia: 6 150 espectadores Árbitro(s): Anatolii Zhabchenko |

| 12 de julio de 2016 | Francia      | 1:2 (1:2) | Inglaterra                      | Albstadion, Heidenheim                                   |                                                          |
| 19:30 (UTC+2)       | Augustin 33' | Reporte   | Michelin 3' (a.g.) · Solanke 9' | Asistencia: 2 344 espectadores Árbitro(s): Radu Petrescu | Asistencia: 2 344 espectadores Árbitro(s): Radu Petrescu |

| 15 de julio de 2016 | Países Bajos | 1:2 (1:1) | Inglaterra                | Donaustadion, Ulm                                           |                                                             |
| 12:00 (UTC+2)       | Lammers 10'  | Reporte   | Solanke 36' · Brown 90+2' | Asistencia: 3 928 espectadores Árbitro(s): Roi Reinshreiber | Asistencia: 3 928 espectadores Árbitro(s): Roi Reinshreiber |

| 15 de julio de 2016 | Croacia | 0:2 (0:1) | Francia                   | Wald Stadion, Aalen                                            |                                                                |
| 19:30 (UTC+2)       |         | Reporte   | Augustin 37' · Mbappé 69' | Asistencia: 3 696 espectadores Árbitro(s): Alejandro Hernández | Asistencia: 3 696 espectadores Árbitro(s): Alejandro Hernández |

| 18 de julio de 2016 | Inglaterra                   | 2:1 (2:0) | Croacia  | Albstadion, Heidenheim                                    |                                                           |
| 12:00 (UTC+2)       | Brown 4' · Anočić 10' (a.g.) | Reporte   | Moro 58' | Asistencia: 7 400 espectadores Árbitro(s): Aliyar Aghayev | Asistencia: 7 400 espectadores Árbitro(s): Aliyar Aghayev |

| 18 de julio de 2016 | Países Bajos     | 1:5 (1:2) | Francia                               | Wald Stadion, Aalen                                       |                                                           |
| 12:00 (UTC+2)       | Nouri 36' (pen.) | Reporte   | Mbappé 10' 63' · Augustin 29' 48' 75' | Asistencia: 7 711 espectadores Árbitro(s): Bart Vertenten | Asistencia: 7 711 espectadores Árbitro(s): Bart Vertenten |

## Fase de eliminatorias

### Cuadro de desarrollo
|  | Semifinales            | Semifinales |                        |   | Final | Final |
|  |                        |             |                        |   |       |       |
|  | 21 de julio – Mannheim |             |                        |   |       |       |
|  |                        |             |                        |   |       |       |
|  | Portugal               | 1           |                        |   |       |       |
|  | Portugal               | 1           | 24 de julio – Sinsheim |   |       |       |
|  | Francia                | 3           |                        |   |       |       |
|  | Francia                | 3           | Francia                | 4 |       |       |
|  | 21 de julio – Mannheim |             | Francia                | 4 |       |       |
|  |                        | Italia      | 0                      |   |       |       |
|  | Inglaterra             | Italia      | 0                      | 1 |       |       |
|  | Inglaterra             |             |                        | 1 |       |       |
|  | Italia                 | 2           |                        |   |       |       |
|  | Italia                 | 2           |                        |   |       |       |

|  | Play-off Mundial Sub-20 de 2017 |       |
|  |                                 |       |
|  | 21 de julio – Sandhausen        |       |
|  |                                 |       |
|  | Alemania                        | 3 (5) |
|  | Alemania                        | 3 (5) |
|  | Países Bajos                    | 3 (4) |
|  | Países Bajos                    | 3 (4) |

### Play-off clasificatorio a la Copa Mundial de Fútbol Sub-20 de 2017
| 21 de julio de 2016                                                               | Alemania                                             | 3:3 (2:2, 1:0) (t. s.)(5:4 p.) | Países Bajos                                                 | Hardtwaldstadion, Sandhausen                                   |                                                                |
| 19:00 (UTC+2)                                                                     | Ochs 43' · Serdar 90+3' · Mehlem 96'                 | Reporte                        | Nouri 81' · van der Heijden 88' · Lammers 111'               | Asistencia: 8 592 espectadores Árbitro(s): Alejandro Hernández | Asistencia: 8 592 espectadores Árbitro(s): Alejandro Hernández |
|                                                                                   |                                                      | Tiros desde el punto penal     |                                                              |                                                                |                                                                |
|                                                                                   | Ochs · Gül · Mittelstädt · Conde · Gimber · Henrichs |                                | Verdonk · Lammers · van der Heijden · Rosario · Nouri · Vlap |                                                                |                                                                |
| En este partido, se estrenó la nueva regla del cuarto cambio en caso de prórroga. |                                                      |                                |                                                              |                                                                |                                                                |

### Semifinales
| 21 de julio de 2016 | Inglaterra        | 1:2 (0:1) | Italia                 | Carl-Benz-Stadion, Mannheim                                 |                                                             |
| 12:00 (UTC+2)       | Picchi 85' (a.g.) | Reporte   | Dimarco 27' (pen.) 60' | Asistencia: 7 412 espectadores Árbitro(s): Roi Reinshreiber | Asistencia: 7 412 espectadores Árbitro(s): Roi Reinshreiber |

| 21 de julio de 2016 | Portugal         | 1:3 (1:1) | Francia                   | Carl-Benz-Stadion, Mannheim                              |                                                          |
| 17:00 (UTC+2)       | Pedro Pacheco 3' | Reporte   | Blas 10' · Mbappé 67' 75' | Asistencia: 2 665 espectadores Árbitro(s): Radu Petrescu | Asistencia: 2 665 espectadores Árbitro(s): Radu Petrescu |

### Final
| 24 de julio de 2016 | Francia                                           | 4:0 (2:0) | Italia | Rhein-Neckar-Arena, Sinsheim                               |                                                            |
| 20:30 (UTC+2)       | Augustin 6' · Blas 19' · Tousart 82' · Diop 90+2' | Reporte   |        | Asistencia: 25 100 espectadores Árbitro(s): Aliyar Aghayev | Asistencia: 25 100 espectadores Árbitro(s): Aliyar Aghayev |

|                    |
| Bandera de Francia |
| Campeón            |
| Francia            |
| 8.º título         |

## Estadísticas

### Tabla general
| Pos. | Selección    | Pts | PJ | PG | PE | PP | GF | GC | Dif. | Rend.  |
| ---- | ------------ | --- | -- | -- | -- | -- | -- | -- | ---- | ------ |
| 1    | Francia      | 12  | 5  | 4  | 0  | 1  | 15 | 4  | 11   | 100%   |
| 2    | Italia       | 8   | 5  | 2  | 2  | 1  | 5  | 7  | -2   | 53,33% |
| 3    | Inglaterra   | 9   | 4  | 3  | 0  | 1  | 7  | 5  | 2    | 75%    |
| 4    | Portugal     | 5   | 4  | 1  | 2  | 1  | 7  | 8  | -1   | 41,66% |
| 5    | Alemania     | 4   | 4  | 1  | 1  | 2  | 6  | 5  | 1    | 33,33% |
| 6    | Países Bajos | 4   | 4  | 1  | 1  | 2  | 8  | 11 | -3   | 33,33% |
| 7    | Austria      | 2   | 3  | 0  | 2  | 1  | 2  | 5  | -3   | 22,22% |
| 8    | Croacia      | 0   | 3  | 0  | 0  | 3  | 2  | 7  | -5   | 0%     |

### Goleadores
| Jugador             | Selección    | Goles | Minutos |
| ------------------- | ------------ | ----- | ------- |
| Jean-Kévin Augustin | Francia      | 6     | 434     |
| Kylian Mbappé       | Francia      | 5     | 409     |
| Federico Dimarco    | Italia       | 4     | 345     |
| Philipp Ochs        | Alemania     | 4     | 390     |
| Sam Lammers         | Países Bajos | 3     | 309     |
| Dominic Solanke     | Inglaterra   | 2     | 242     |
| Isaiah Brown        | Inglaterra   | 2     | 273     |
| Aurélio Buta        | Portugal     | 2     | 310     |

### Asistentes
| Jugador            | Selección    | Asist. | Minutos |
| ------------------ | ------------ | ------ | ------- |
| Jannes-Kilian Horn | Alemania     | 3      | 200     |
| Clément Michelin   | Francia      | 3      | 360     |
| Amine Harit        | Francia      | 3      | 412     |
| Sheyi Ojo          | Inglaterra   | 2      | 215     |
| Ludovic Blas       | Francia      | 2      | 334     |
| Calvin Verdonk     | Países Bajos | 2      | 390     |

## Premios y reconocimientos

### Jugador de Oro
El francés Jean-Kévin Augustin fue destacado como el Jugador de Oro, reconocimiento al mejor del campeonato.
| Premio         | Jugador             | Selección |
| -------------- | ------------------- | --------- |
| Jugador de Oro | Jean-Kévin Augustin | Francia   |

### Equipo del torneo
En el informe técnico de la UEFA, fueron distinguidos 18 futbolistas como parte del Equipo del torneo.
| Porteros               | Defensores                                                                               | Mediocampistas                                                          | Delanteros                                                      |
| ---------------------- | ---------------------------------------------------------------------------------------- | ----------------------------------------------------------------------- | --------------------------------------------------------------- |
| Pedro Silva Alex Meret | Phil Neumann Rúben Dias Filippo Romagna Issa Diop Fikayo Tomori Christ-Emmanuel Maouassa | Xaver Schlager Pedro Rodrigues Abdelhak Nouri Lucas Tousart Amine Harit | Jean-Kévin Augustin Sam Lammers Buta Kylian Mbappé Ludovic Blas |

## Clasificados a la Copa Mundial de Fútbol Sub-20 de 2017
| Bandera de Portugal | Bandera de Italia | Bandera de Inglaterra | Bandera de Francia | Bandera de Alemania |
| Portugal            | Italia            | Inglaterra            | Francia            | Alemania            |
| 1.º Grupo A         | 2.º Grupo A       | 1.º Grupo B           | 2.º Grupo B        | Ganador Play-off    |